# Caro, Morbihan
Caro är en kommun i departementet Morbihan i regionen Bretagne i nordvästra Frankrike. Kommunen ligger i kantonen Malestroit som tillhör arrondissementet Vannes. År 2022 hade Caro 1 132 invånare.

## Befolkningsutveckling
Antalet invånare i kommunen Caro
| Referens: INSEE |